# Kalevi Kivistö
Kalevi Johannes Kivistö  (né le 8 mars 1941 à Kurikka) est un homme politique finlandais,,. 

## Carrière politique
Kalevi Kivistö est député de la Ligue démocratique du peuple finlandais pour la circonscription d'Helsinki du 22.01.1972 au 25.03.1983 puis du 26.03.1983 au 31.12.1984.
Kalevi Kivistö est vice-ministre de l'Éducation des gouvernements Miettunen II (30.11.1975–28.09.1976), Sorsa II (15.05.1977–25.05.1979) et Koivisto II (26.05.1979–18.02.1982) puis ministre de l'Éducation du gouvernement Sorsa III (19.02.1982–30.12.1982).